# Oligoneuria macabaica
Oligoneuria macabaica is een haft uit de familie Oligoneuriidae. De wetenschappelijke naam van de soort is voor het eerst geldig gepubliceerd in 2011 door Gonçalves, Da-Silva & Nessimian.
De soort komt voor in het Neotropisch gebied.